# والتروپ
شهر والتروپ (به آلمانی: Waltrop) در ایالت نوردراین-وستفالن در کشور آلمان واقع شده‌است.